# Charles-Joseph d'Ursel
Charles-Joseph, duc d'Ursel, né le 9 août 1777 à Bruxelles et mort le 27 septembre 1860 à Hingene, est un administrateur et homme politique belge. 

## Biographie

### Famille
Charles-Joseph d'Ursel est le fils du duc Wolfgang d'Ursel, et le petit-fils de Charles d'Ursel et le neveu de Louis-Engelbert d'Arenberg.
De son mariage avec Josephine-Ferrero Fieschi, princesse de Masserano, petite-fille de Vittorio Filippo Ferrero Fieschi (pl) et de Joachim Casimir Léon de Béthune, sont issus quatre enfants :
1. Jean-Charles-Marie-Leo, 5e duc d'Ursel (1805–1878), époux de Madeleine d'Harcourt (1812-1842), fille d'Eugène, 8e duc d'Harcourt.
2. Caroline d'Ursel (1807-1868)
3. Ludovic-Marie, comte d'Ursel (1809–1886), époux de Marie-Louise, fille de Marie-Hippolyte de Rumigny.
4. Marie-August, comte d´Ursel (1815–1878), époux de Marie de Croix.

Au XXIe siècle la majorité des comtes d'Ursel descendent en ligne directe de Charles-Joseph.

### Carrière
Charles-Joseph d'Ursel partage les infortunes de son père entre 1790 et 1800. Sous l'occupation française, poussé par des amis, il devient maire de Bruxelles en 1810, succédant à Charles de Merode, et est fait comte d'Empire l'année suivante. Sous son mandat, son attachement à sa patrie et sa modération lui permettent de concilier l'affection de ses concitoyens et l'estime des ministres français. Fondateur de la Société des Beaux-Arts de Bruxelles avec Charles Van Hulthem, il prend part à l'organisation de la première exposition de cette société en  1811, dont il préside la commission d'organisation. 
Donnant sa démission des fonctions de maire le 18 février 1814, il est arrêté le jour même par des soldats allemands et conduit à Münster, sous le prétexte d'avoir correspondu avec des fonctionnaires français. Le conseil municipal bruxellois réuni en urgence fait part alors de sa protestation et adresse une réclamation au duc de Saxe-Weimar qui venait d'organiser le gouvernement  provisoire de la Belgique, conduisant ainsi à la libéralisation immédiate de Charles-Joseph d'Ursel.
Il est nommé commissaire général aux Affaires intérieures (ministre de l'Intérieur) du gouvernement provisoire par le prince d'Orange le 12 août 1814, puis ministre de l'Eau et des Travaux publics de 1815 à 1819 sous le roi Guillaume Ier. Il devient membre honoraire de l'Académie royale des sciences, des lettres et des beaux-arts en 1816.
Il occupe ensuite un poste de haute cour, en tant que grand-maître de la maison de la Reine Wilhelmine. Ministre d'État en 1829, il préside le comité chargé de concevoir les changements dans l'enseignement secondaire à partir de février 1829.
Lors des événements de 1830, resté fidèle au roi Guillaume, celui-ci appelle le duc d'Ursel à la présidence de la Commission consultative de neuf membres établie le 1er septembre 1830 en vue de rétablir le calme en Belgique. Il rejoint le prince à Anvers, après l'évacuation de Bruxelles par l'armée hollandaise, et est nommé avec d'autres notables membres de son conseil le 4 octobre, fonctions qu'il occupe jusqu'au 25 octobre 1830. Il président le comité consultatif du prince d'Orange dans son administration des provinces du sud du 4 au 16 octobre 1830.
Ne croyant pouvoir accepter les conséquences de la révolution tant qu'il est lié par son serment, le duc d'Ursel s'abstient de donner son adhésion au nouveau régime. Ce n'est qu'après le traité des XXIV articles en 1839 que le duc d'Ursel se trouve délier de son serment. Cette même année, il devient membre du Sénat belge, élu sénateur par l'arrondissement d'Anvers de 1839 à 1847, puis par celui de Malines de 1847 à 1859.

## Fonctions et mandats
- Maire de Bruxelles : 1810-1814
- Commissaire général aux Affaires intérieures du gouvernement provisoire de Belgique : 1814-1815
- Ministre du Waterstaat et des Travaux publics du royaume uni des Pays-Bas : 1815-1819
- Bourgmestre d'Hingene : 1820-1860
- Grand-maître de la maison de la Reine
- Ministre d'État : 1829-1830
- Membre du Sénat belge : 1839-1859

## Sources
- "d'Ursel (Charles-Joseph)", Biographie nationale de Belgique, tome 25, Académie royale de Belgique
- Ch.J. hertog d' Ursel